# Johann Nepomuk Karl de Liechtenstein
Johann Nepomuk Karl de Liechtenstein (1724 - 1748) fou el setè Príncep de Liechtenstein i el segon sobirà de Liechtenstein entre 1732 i 1748. Va néixer el 6 de juliol de 1724, essent fill del príncep Josef Johann Adam i de Maria Ana d'Oettingen-Spielberg.
Quan el seu pare va morir només tenia vuit anys i el seu oncle Josef Wenzel I se'n va fer càrrec de la regència. Com a tutor d'ell també se'n va fer càrrec de la seva educació, fins al punt de prendre'l en un dels seus viatges a Paris, mentre feia la seva tasca d'ambaixador de l'emperador.
L'any 1745 va ser declarat major d'edat i va prendre el control sobre els assumptes d'estat. Malgrat la seva educació no va demostrar talent per als assumptes financers i se'l recorda més aviat per les seves excentricitats.
El 1748 va ser nomenat camarlenc imperial de la cort d'Hongria i Bohèmia.
Es va casar el 19 de març de 1744 amb la comtessa Maria Josepa de Harrach-Rohrau (1727 - 1788). El matrimoni va tenir dues filles:
- Mariana (1745–1752). Morta en la infantesa.
- Maria Antònia (1749–1813). Casada el 1768 amb Wenzel, Príncep Paar (1744-1812).

Va morir el 22 de desembre de 1748 a Wischau amb només 24 anys. Va ser sepultat a la cripta familiar a Vranov U Brna (Moràvia) En no tenir fills mascles, la corona va tornar al seu oncle Josef Wenzel I.